# Goojje

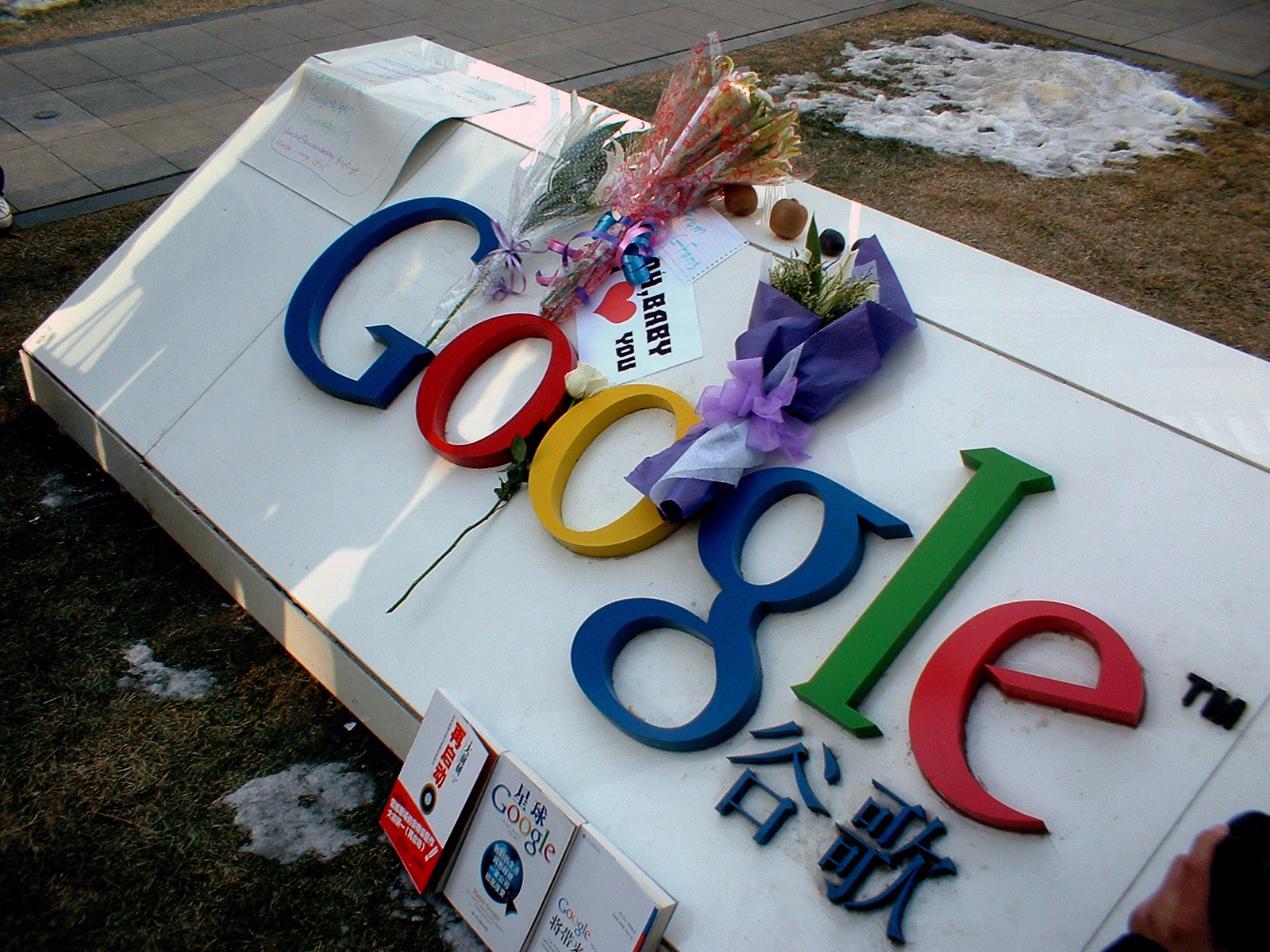
Ofrenda ilegal de flores (非法献花) fuera del edificio de Google Jie (China) tras el anuncio de que abandonaría el país.

Goojje (en chino: 谷姐) es un sitio web de imitación (spoof website) de Google China que presiona al original para quedarse y cumplir con la censura china. El sitio fue creado después de que directivos de Google amenazasen públicamente con cerrar la edición china del sitio a raíz del ciberataque Operación Aurora del que fue objeto Google China,
y que algunos expertos en seguridad informática creen que ha podido venir de los servicios de inteligencia chinos, como ocurrió en la operación de ciberespionaje GhostNet. Los directivos de Google también habían condenado en público la necesidad de filtrar las páginas de resultados acorde al Proyecto Escudo Dorado (también conocido como el Gran Cortafuegos Chino), algo que se ha comentado que incumpliría el lema de la empresa estadounidense, «Don't be evil».

## Etimología
La transcripción del nombre Google en caracteres chinos es 谷歌 (pinyin: Gǔgē), que literalmente significa canción (歌) del valle (谷), pero los caracteres deben entenderse únicamente por su valor fonético y no por el semántico. Por otra parte, 歌 (ge) suena igual que 哥, el carácter que, por duplicado, forma la palabra hermano (哥哥, gege). De ahí se deriva el nombre Gujie, es decir, Goojje, ya que 姐姐 (jiejie) significa hermana.

## Personal
Aparentemente, Goojje está dirigido por una sola persona, una estudiante universitaria de Cantón.